# Vuuaalà! Che magia!
Vuuaalà! Che magia! è un programma televisivo trasmesso su Boing dal 2017.
La prima edizione è andata in onda dal 1 dicembre 2017 al 2 marzo 2018.
Il programma è stato condotto dai due maghi Luca Bono e Borja Montón.

## Edizioni
| Edizione | Inizio          | Fine         | Giorno  | Conduttori               | Puntate | Rete televisiva |
| -------- | --------------- | ------------ | ------- | ------------------------ | ------- | --------------- |
| 1        | 1 dicembre 2017 | 2 marzo 2018 | Venerdì | Luca Bono e Borja Montón | 13      | Boing           |